# Доставалов, Александр Васильевич
Алекса́ндр Васи́льевич Достава́лов (17 июля 1963, Уфа — 1 марта 2000, Чечня) — российский военнослужащий, десантник, гвардии майор, Герой Российской Федерации.

## Биография
Родился 17 июля 1963 года в Уфе в семье военнослужащего. Александром был назван в честь А. В. Суворова. До армии учился в Севастопольском судостроительном техникуме, работал на заводе в Симферополе, затем в Орске помощником машиниста тепловоза.
В 1981 году был призван в армию, обучался в Каунасской десантной школе механиков-водителей БМД. В 1987 году окончил Рязанское высшее воздушно-десантное командное училище имени Ленинского комсомола.
За годы службы участвовал в ряде миротворческих операций: в Ереване, Баку, Оше, Узгене, Приднестровье. В 1994 году стал командиром 6-й роты, которой и командовал до 1999 года.
Участвовал в Первой чеченской войне, его рота принимала участие в боях под Аргуном, Гудермесом, в Грозном. Был награждён орденом Мужества.
В ходе Второй чеченской войны являлся заместителем командира 2-го парашютно-десантного батальона 104 гвардейского парашютно-десантного полка 76-й гвардейской воздушно-десантной дивизии.

### Бой у высоты 776
В ходе боя между чеченскими боевиками и 6-й ротой 104-го полка ВДВ на высоте 776 29 февраля 2000 года Александр Доставалов находился на соседней высоте вместе с 4-й ротой.
В ночь на 1 марта Александр Доставалов вместе с третьим взводом 4-й роты самовольно покинул оборонительные порядки 4-й роты и пошёл на выручку 6-й роте, где находился в том числе и его непосредственный начальник — командир батальона Марк Евтюхин. Взвод Доставалова успешно прошёл под огнём боевиков и, не понеся никаких потерь, вышел на позиции 6-й роты.
В ходе боя 1 марта все десантники 3-го взвода 4-й роты погибли. Александр Доставалов был неоднократно ранен, но продолжал руководить бойцами. Очередное ранение оказалось смертельным.
Похоронен на Орлецовском кладбище города Пскова.

### Последствия
Успешный рейд взвода Доставалова наглядно опровергает все утверждения российского командования о невозможности пробиться к погибавшей 6-й роте.
По свидетельству его вдовы, некоторых военных поступок Доставалова стал раздражать: «Другие не смогли, а он, видите ли, смог!» — и упрекали его в том, что повёл бойцов на верную гибель.

## Награды
- Герой Российской Федерации (21 июля 2000, посмертно)
- орден Мужества (1996)
- Медаль «За отличную службу по охране общественного порядка».

## Память
Приказом министра обороны Александр Доставалов навечно зачислен в списки воинской части.
В парке Победы в городе Уфе на памятнике уроженцам Башкирии, погибшим в локальных войнах XX века, высечено и имя Александра Доставалова.
В Пскове городская дума приняла решение назвать именем майора Доставалова одну из улиц города в строящемся микрорайоне для военнослужащих Псковской дивизии ВДВ.
В городе Ишимбае имя героя присвоено Башкирскому кадетскому корпусу Приволжского федерального округа.
В городе Губкинский Ямало-Ненецкого автономного округа именем майора Достовалова назван военно патриотический клуб «Форпост».
В мае 2023 года в Уфе, на фасаде школы № 95, где учился Александр Доставалов, установили мемориальную доску в память о Герое.